# Elecciones estatales de Chihuahua de 2001
Las elecciones estatales de Chihuahua de 2001 se llevaron a cabo el domingo 1 de julio de 2001, y en ellas fueron renovados los siguientes cargos de elección popular:
- 33 diputados del Congreso del Estado. 22 electos por mayoría relativa en cada uno de los Distrito Electorales y 11 electos por el principio de representación proporcional mediante un sistema de lista.
- 67 ayuntamientos. Compuestos por un presidente municipal y regidores, electos para un periodo de tres años no reelegibles para el periodo inmediato.
- 67 síndicos. Encargados de la fiscalización de los Ayuntamientos.

## Resultados electorales

### Ayuntamientos

Distribución de los ayuntamientos de Chihuahua por partido político:
Partido Acción Nacional
Partido Revolucionario Institucional
Partido de la Revolución Democrática

|  | 41.28 % |

|  | 1.34 % |

|  | 46.33 % |

|  | 4.47 % |

|  | 0.11 % |

|  | 1.07 % |

|  | 1.47 % |

|  | 1.01 % |

|  | 0.43 % |

|  | 0.09 % |

|  | 0.23 % |

|  | 0.19 % |

|  | 0.01 % |

|  | 98.04 % |

|  | 1.96 % |

|  | 43.26 % |

Alcaldes electos por municipio
| Municipio               | Candidato                           | Partido | Municipio                | Candidato                        | Partido |
| ----------------------- | ----------------------------------- | ------- | ------------------------ | -------------------------------- | ------- |
| Ahumada                 | Alberto Almeida Fernández Hecho     |         | Janos                    | Celso Jaques Pérez Hecho         |         |
| Aldama                  | Joel Arandas Olivas Hecho           |         | Jiménez                  | Ramón Jaime Banda Calderón Hecho |         |
| Allende                 | Jesús Francisco Luján Vázquez Hecho |         | Juárez                   | Jesús Alfredo Delgado Hecho      |         |
| Aquiles Serdán          | Luis Ángel Machuca Jurado           |         | Julimes                  | Rigoberto Pando Mata             |         |
| Ascensión               | Fernando Castañeda Barraza          |         | López                    | Víctor Hugo Maldonado Gachupín   |         |
| Bachíniva               | Gabriel Hernández Marquez           |         | Madera                   | Daniel Pérez Rodríguez           |         |
| Balleza                 | Miguel Ángel Sandoval               |         | Maguarichi               | Saúl Solís Núñez                 |         |
| Batopilas               | Emilio Bustillos Manjarrez          |         | Manuel Benavides         | María de Jesús Villanueva Villa  |         |
| Bocoyna                 | Manuel Ramón Carrera Aguilar        |         | Matachí                  | Roberto Loya Antillón            |         |
| Buenaventura            | Gonzálo Caballero Castañeda         |         | Matamoros                | Buenaventura Chávez Villalobos   |         |
| Camargo                 | Genaro Solís González               |         | Meoqui                   | Francisco Gómez Rodríguez        |         |
| Carichí                 | Jesús Manuel Paredes Terán          |         | Morelos                  | Sergio Cruz Castillo             |         |
| Casas Grandes           | Sigifredo Galaz Varela              |         | Moris                    | José Martín Pérezcampos Pérez    |         |
| Coronado                | Idelfonso Barrón Soto               |         | Namiquipa                | Leobardo Barraza Weckman         |         |
| Coyame del Sotol        | Ángel Hermosillo Salgado            |         | Nonoava                  | Héctor Caro Villalobos           |         |
| La Cruz                 | Rafael Loya Salcido                 |         | Nuevo Casas Grandes      | Jesús María Au Domínguez         |         |
| Cuauhtémoc              | Israel Beltrán Montes               |         | Ocampo                   | Juan Chávez Orozco               |         |
| Cusihuiriachi           | Norberto Caraveo Armenta            |         | Ojinaga                  | Antonio Sánchez Morales          |         |
| Chihuahua               | Jorge Barousse Moreno               |         | Práxedis G. Guerrero     | Rafael Carreón González          |         |
| Chínipas                | Ramón Enrique Hernández Santini     |         | Riva Palacio             | José Dolores Chavarría Chacón    |         |
| Delicias                | Héctor Baeza Terrazas               |         | Rosales                  | Roberto Ávila Téllez             |         |
| Dr. Belisario Domínguez | Enrique Cepeda Saenz                |         | Rosario                  | Daniel López Chaparro            |         |
| Galeana                 | Clarence Lamar Jones Studds         |         | San Francisco de Borja   | Clemente Rubén Nevárez Cadena    |         |
| General Trías           | Mario Vázquez Robles                |         | San Francisco de Conchos | Guillermo Carrillo Saénz         |         |
| Gómez Farías            | Joel Salais Vargas                  |         | San Francisco del Oro    | José Luis Castañón Quiñonez      |         |
| Gran Morelos            | Pedro Efrén Montes Pérez            |         | Santa Bárbara            | Simeón Esparza González          |         |
| Guachochi               | Martín Ubaldo Solís Reyes           |         | Satevó                   | Alonso Rodríguez Mendoza         |         |
| Guadalupe               | Omar Alberto Amaya Núñez            |         | Saucillo                 | Ubaldo Ortiz García              |         |
| Guadalupe y Calvo       | José Ángel Aguirre Cázares          |         | Temósachi                | Otoniel Ruiz Córdova             |         |
| ̣Guazapares              | Aureliano Ochoa Arredondo           |         | El Tule                  | Álvaro Ruiz Moreno               |         |
| Guerrero                | Jorge Morales Morales               |         | Urique                   | Florentino Langarica Quintana    |         |
| Hidalgo del Parral      | Bernardo Avitia Talamantes          |         | Uriachi                  | Rafael Cano Chaparro             |         |
| Huejotitán              | Jaime Gandarilla Ceballos           |         | Valle de Zaragoza        | Arturo Alvidrez Grado            |         |
| Ignacio Zaragoza        | Jesús José Varela Castillo          |         |                          |                                  |         |

#### Ayuntamiento de Chihuahua
|  | 43.69 % |

|  | 46.27 % |

|  | 2.11 % |

|  | 3.40 % |

|  | 2.13 % |

|  | 0.39 % |

|  | 0.60 % |

|  | 0.01 % |

|  | 98.59 % |

|  | 1.41 % |

|  | 43.53 % |

|  | 56.47 % |

#### Ayuntamiento de Juárez
|  | 45.25 % |

|  | 42.04 % |

|  | 5.06 % |

|  | 4.51 % |

|  | 0.84 % |

|  | 0.40 % |

|  | 0.0 % |

|  | 0.02 % |

|  | 98.11 % |

|  | 1.89 % |

|  | 35.90 % |

|  | 64.10 % |

- Nota: La elección para presidente municipal del Ayuntamiento de Juárez fue anulada por el Tribunal Estatal Electoral de Chihuahua el 20 de agosto de 2001, sentencia que fue ratificada por el Tribunal Electoral del Poder Judicial de la Federación el 8 de septiembre de 2001 obligando así a realizar una elección extraordinaria al siguiente año.[3] Debido a esta anulación el Instituto Estatal Electoral de Chihuahua no asignó a los regidores por el principio de representación proporcional.[4]

### Sindicaturas

Distribución de las sindicaturas de Chihuahua por partido político:
Partido Acción Nacional
Partido Revolucionario Institucional
Partido de la Revolución Democrática
Partido del Trabajo

|  | 40.49 % |

|  | 1.43 % |

|  | 45.12 % |

|  | 5.49 % |

|  | 0.09 % |

|  | 1.02 % |

|  | 1.46 % |

|  | 1.22 % |

|  | 0.59 % |

|  | 0.34 % |

|  | 0.26 % |

|  | 0.32 % |

|  | 0.01 % |

|  | 2.15 % |

|  | 97.85 % |

|  | 43.18 % |

### Congreso del Estado de Chihuahua

Distribución de los distritos de Chihuahua por partido político:
Partido Acción Nacional
Partido Revolucionario Institucional

|  | 41.39 % |

|  | 45.96 % |

|  | 5.15 % |

|  | 2.27 % |

|  | 1.84 % |

|  | 0.62 % |

|  | 0.22 % |

|  | 0.36 % |

|  | 2.20 % |

|  | 100 % |